# Анхело Енрікес
Анхело Енрікес (ісп. Ángelo Henríquez, нар. 13 квітня 1994, Сантьяго) — чилійський футболіст, нападник бразильського клубу «Форталеза» і національної збірної Чилі.
Володар Кубка Англії. Чемпіон Хорватії. У складі збірної — володар Кубка Америки.

## Клубна кар'єра
Народився 13 квітня 1994 року в місті Сантьяго. Вихованець футбольної школи клубу «Універсідад де Чилі». Дорослу футбольну кар'єру розпочав 2011 року в основній команді того ж клубу, в якій провів один сезон, взявши участь у 17 матчах чемпіонату. У складі «Універсідад де Чилі» був одним з головних бомбардирів команди, маючи середню результативність на рівні 0,65 голу за гру першості.
Своєю грою за цю команду привернув увагу представників тренерського штабу клубу «Манчестер Юнайтед», до складу якого приєднався 2012 року. Проте так й не дебютував в офіційних іграх за команду з Манчестера, натомість частину 2013 року провів в оренді, захищающи кольори «Віган Атлетік».
У тому ж році на правах оренди перейшов до клубу «Реал Сарагоса», у складі якого провів наступний рік своєї кар'єри гравця.  Більшість часу, проведеного у складі сарагоського «Реала», був основним гравцем атакувальної ланки команди.
До складу клубу «Динамо» (Загреб) приєднався 2014 року. Відтоді встиг відіграти за «динамівців» 42 матчі в національному чемпіонаті.

## Виступи за збірні
У 2009 році дебютував у складі юнацької збірної Чилі, взяв участь у 8 іграх на юнацькому рівні, відзначившись 5 забитими голами.
З 2012 року почав залучатися до складу молодіжної збірної Чилі. На молодіжному рівні зіграв у 17 офіційних матчах, забив 21 гол.
У тому ж році дебютував в офіційних матчах у складі національної збірної Чилі. Наразі провів у формі головної команди країни 7 матчів, забивши 2 голи. У складі збірної був учасником домашнього для чилійців розіграшу Кубка Америки 2015 року, на якому взяв участь в одній грі, здобувши, утім, того року титул континентального чемпіона.
| Дата       | Місто          | Господарі | Результат             | Гості     | Турнір                       | Голи | Примітки |
| ---------- | -------------- | --------- | --------------------- | --------- | ---------------------------- | ---- | -------- |
| 14-11-2012 | Санкт-Галлен   | Чилі      | 1 – 3                 | Сербія    | товариський матч             | 1    | 20'      |
| 14-8-2013  | Брондбю        | Чилі      | 6 – 0                 | Ірак      | товариський матч             | 1    |          |
| 6-9-2013   | Сантьяго       | Чилі      | 3 – 0                 | Венесуела | Відбір до ЧС 2014            | -    | 83'      |
| 10-10-2014 | Вальпараїсо    | Чилі      | 3 – 0                 | Перу      | товариський матч             | -    | 79'      |
| 14-10-2014 | Антофагаста    | Чилі      | 2 – 2                 | Болівія   | товариський матч             | -    | 72'      |
| 5-6-2015   | Він'я-дель-Мар | Чилі      | 1 – 0                 | Сальвадор | товариський матч             | -    | 74'      |
| 19-6-2015  | Сантьяго       | Чилі      | 5 – 0                 | Болівія   | Копа Америка 2015 - 1-й етап | -    | 46'      |
| 4-7-2015   | Сантьяго       | Чилі      | 0 – 0 д.ч. (4-1 п.п.) | Аргентина | Копа Америка 2015 - фінал    | -    | 95'      |
| 5-9-2015   | Сантьяго       | Чилі      | 3 – 2                 | Парагвай  | товариський матч             | -    | 58'      |
| 31-5-2018  | Грац           | Румунія   | 3 – 2                 | Чилі      | товариський матч             | -    | 41' 49'  |
| 4-6-2018   | Грац           | Сербія    | 0 – 1                 | Чилі      | товариський матч             | -    | 65'      |
| 12-10-2018 | Маямі          | Перу      | 3 – 0                 | Чилі      | товариський матч             | -    | 67'      |
| 26-3-2021  | Ранкагуа       | Чилі      | 2 – 1                 | Болівія   | товариський матч             | -    | 73'      |
| Усього     |                | Матчів    | 13                    |           | Голів                        | 2    |          |

## Титули і досягнення

### Командні
- Володар Кубка Англії (1):

«Віган Атлетік»: 2012–13
- Чемпіон Хорватії (2):

«Динамо» (Загреб): 2014/15, 2015/16
- Володар Кубку Хорватії (2):

«Динамо» (Загреб): 2014/15, 2015/16
- Володар Кубка Америки (1):

2015

### Особисті
- Найкращий бомбардир чемпіонату Хорватії (1): 2014/15 (21 гол)